# Asplenium oligolepidum
Asplenium oligolepidum är en svartbräkenväxtart som beskrevs av Carl Frederik Albert Christensen. Asplenium oligolepidum ingår i släktet Asplenium och familjen Aspleniaceae. Inga underarter finns listade.